# سنفرو
سنِفِرو، که در زبان یونانی به نام سوریس شناخته می‌شود، بنیان‌گذار دودمان چهارم پادشاهی مصر است که پس از حونی از دودمان سوم به پادشاهی رسید. مانثون طول دوران فرمانروایی او را ۲۹ سال می‌داند و پاپیروس تورین آن را ۲۴ سال ذکر می‌کند.
او سه هرم معروف ساخت که تاکنون نیز پابرجا هستند. نوآوری‌های او در ساخت هرم در دوره‌های بعدی تاریخ مصر پیگیری شدند.

## خانواده
پایپیروس پریس - که از پادشاهی میانه برجای مانده - این نگره را که سنفرو جانشین حونی بوده تقویت می‌کند. این پاپیروس می‌نویسد که " اعلی‌حضرت پادشاه مصر علیا و سفلی، حونی، فرود آمدند (:درگذشتند) و اعلی‌حضرت پادشاه مصر علیا و سفلی، سنفرو، چون شاهی بخشایشگر در همه این سرزمین به پا خواستند..." مشخص نیست که آیا هونی پدر سنفرو بوده یا نه. بر پایه فهرست تاریخی موزه قاهره احتمال دارد مادر سنفرو زنی به نام مرس‌عنخ یکم بوده باشد.

### همسران
- حتپ‌حرس یکم شهبانوی اصلی سنفرو بود و مادر خوفو، سازنده هرم بزرگ جیزه، به شمار می‌رود.

سنفرو دو همسر دیگر نیز داشته که نام آن‌ها نامشخص است.

### پسران
- خوفو - پسر سنفرو و حتپ‌حرس که جانشین او نیز بود.
- عنخ‌حف - پسر شاه از بدنش، وزیر سنفرو که با دختر او حتپ‌حرس ازدواج کرد. تندیس نیم‌تنه معروفی از او در موزه هنرهای زیبا در بوستون نگهداری می‌شود.[۷]
- کانفر - بزرگترین پسر پادشاه از بدنش، در گور ۲۸ در دهشور به خاک سپرده شد. او دومین وزیر سنفرو بود که کار خود را در زمان خوفو نیز ادامه داد.
- نفرماعت - همسر ایتت و نخستین وزیر سنفرو.
- نتجرعپرف - در دهشور به خاک سپرده شد.
- رع‌حتپ - پسر شاه از بدنش، کاهن اعظم رع در هلیوپلیس که به همراه همسرش نوفرت در میدوم به خاک سپرده شد. تندیس‌های آن دو اکنون در موزه مصر نگهداری می‌شوند.
- رع‌نفر - در میدوم به خاک سپرده شده.
- عی‌نفر یکم - در دهشور به خاک سپرده شده.
- حتپ‌حرس
- نفرت‌کاو یکم
- نفرت‌نسو
- مریت‌ایتس یکم
- حنوتسن

## آثار

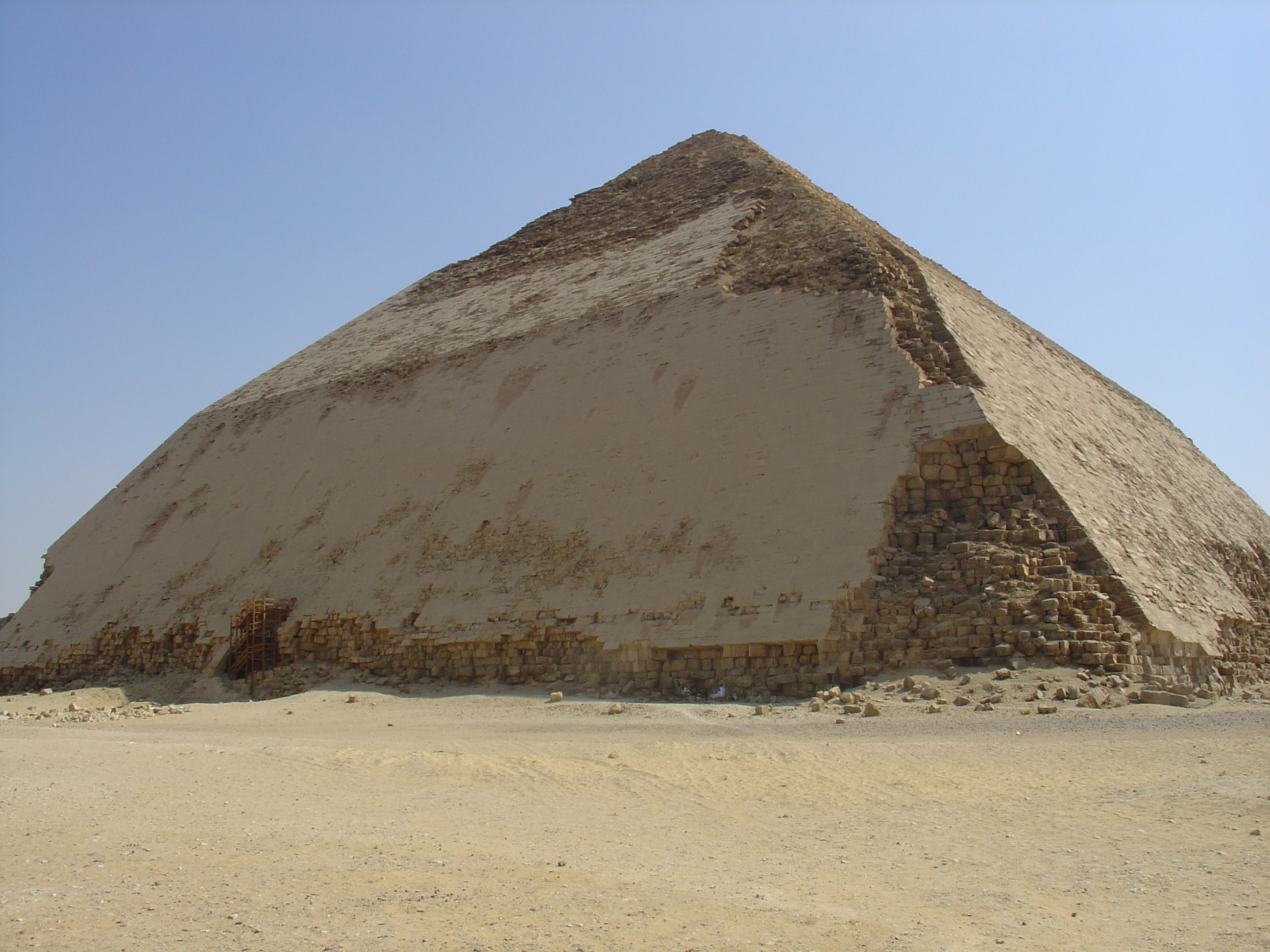
هرم خمیده سنفرو در دهشور

مهمترین آثاری که از دوران فرمانروایی سنفرو بر جای مانده سه هرمی هستند که او در منطقه دهشور ساخت؛ هرم خمیده، هرم سرخ، و هرم میدوم. در دوران سنفرو پیشرفت بزرگی در زمینه چگونگی ساخت هرم‌ها به دست آمد و باعث شد که در هنگام فرمانروایی پسرش، خوفو، هرم بزرگ جیزه که نماد بزرگی و شکوه مصر باستان و یکی از عجایب هفتگانه جهان کهن بود، ساخته شود.
هرم خمیده در جنوب دهشور قرار دارد و در میانه زاویه آن به یکباره تغییر می‌کند. هرم سرخ اما در شمال دهشور است و زاویه ساخت آن ثابت است. این هرم آغازگر ساخت هرم‌های با بدنه صاف شد.
کار ساخت هرم میدوم نیز، که در هنگام حونی آغاز شده بود و با مرگش نیمه‌تمام ماند، توسط سنفرو پیگیری شد و در دوران او به پایان رسید.